# Valeriana parvula
Valeriana parvula är en kaprifolväxtart som beskrevs av Ellsworth Paine Killip. Valeriana parvula ingår i släktet vänderötter, och familjen kaprifolväxter. Inga underarter finns listade i Catalogue of Life.